# Stockton, Kalifornien
Stockton är en stad och är huvudort i San Joaquin County i delstaten Kalifornien, USA. Den har 243 771 invånare (2000) på en yta av 144,9 km². Området runt Stockton domineras av lantbruk.
Från Stockton härstammar indierockbandet Pavement samt MMA-utövarna Nick Diaz och Nate Diaz.

## Vänorter
Stockton har sju vänorter:
- Asaba, Nigeria, sedan 6 juni 2006
- Battambang, Kambodja, sedan 19 oktober 2004
- Empalme, Mexiko, sedan 4 september 1973
- Foshan, Kina, sedan 11 april 1988
- Iloilo City, Filippinerna, sedan 2 augusti 1965
- Parma, Italien, sedan 13 januari 1998
- Shimizu, numera del av Shizuoka, Japan, sedan 9 mars 1959